# Liste der Kulturgüter in Gletterens
Die Liste der Kulturgüter in Gletterens enthält alle Objekte in der Gemeinde Gletterens im Kanton Freiburg, die gemäss der Haager Konvention zum Schutz von Kulturgut bei bewaffneten Konflikten, dem Bundesgesetz vom 20. Juni 2014 über den Schutz der Kulturgüter bei bewaffneten Konflikten sowie der Verordnung vom 29. Oktober 2014 über den Schutz der Kulturgüter bei bewaffneten Konflikten unter Schutz stehen.
Objekte der Kategorie A sind im Gemeindegebiet nicht ausgewiesen, Objekte der Kategorie B sind vollständig in der Liste enthalten, Objekte der Kategorie C fehlen zurzeit (Stand: 1. Januar 2023).

## Kulturgüter
| Foto |                                                                                         | Objekt | Kat. | Typ | Standort                         | Beschreibung                                                        |
| ---- | --------------------------------------------------------------------------------------- | --- | ---- | --- | -------------------------------- | ------------------------------------------------------------------- |
| ja   | Datei hochladen · Wikidata zu Les Grèves, jungsteinzeitliche Seeufersiedlung (Q3558997) | Les Grèves, jungsteinzeitliche Seeufersiedlung / Les Grèves, site néolithique lacustre KGS-Nr.: 16343        | A    | F   | Route des Grèves 561140 / 194890 | Teil des UNESCO-Welterbes «Prähistorische Pfahlbauten um die Alpen» |
| BW   | Datei hochladen · Wikidata zu Gutshaus Pierre Dubey (Q29694781)                         | Herrenhaus von Pierre Dubey / Manoir de Pierre Dubey KGS-Nr.: 13188                                          | B    | G   | Route du Lac 37 561611 / 194124  |                                                                     |
| BW   | Datei hochladen · Wikidata zu Ehemaliges Gutshaus Dubey und Scheune (Q29694796)         | Ehemaliges Herrenhaus von Pierre Dubey und Speicher / Ancien manoir de Pierre Dubey et grange KGS-Nr.: 13189 | B    | G   | Route du Lac 39 561591 / 194140  |                                                                     |